# 자발 드루즈국
자발 드루즈국(프랑스어: Djebel Druze, 아랍어: جبل الدروز)은 1921년부터 1936년까지 프랑스 위임통치령 시리아에 존재했던 자치 국가이다.

## 같이 보기
- 알라위국
- 다마스쿠스국
- 프랑스 위임통치령 시리아